# Kar (car)
Marcus Aurelius Carus (* 224. u Narbo, †  283. u Mezopotamiji) Rimski car od 282. do 283. Organizirao vojni pohod u Mezopotamiju, a tijekom tog pohoda je i umro.

### Ostali projekti
|  | Zajednički poslužitelj ima stranicu o temi Kar |